# Peter Wetzels
Peter Wetzels (* 7. Mai 1959) ist ein deutscher Rechtswissenschaftler, Psychologe und Kriminologe. Er lehrt als Professor an der Universität Hamburg.

## Leben
Peter Wetzels studierte von 1979 bis 1990 Wirtschaftswissenschaften, Psychologie und Rechtswissenschaften an der Universität Bremen. Dort erlangte er 1985 den akademischen Grad eines Diplom-Psychologen, schloss 1990 die einstufige Juristenausbildung ab, wurde 1997 promoviert und habilitierte sich 2001 (Venia legendi für Kriminologie und Rechtspsychologie). Seit 1986 erstellt er als Psychologischer Sachverständiger Gutachten für Gerichte und Staatsanwaltschaften. Von 1985 bis 1987 war er als Psychologe wissenschaftlicher Mitarbeiter an der Universität Bremen, von 1991 bis 2002 war er am Kriminologischen Forschungsinstitut Niedersachsen (KFN) beschäftigt, zuletzt als geschäftsführender Direktor. Nach Tätigkeiten als Lehrbeauftragter (Universität Bremen, Universität Hamburg, Technische Universität Braunschweig) und an der Fachhochschule Leipzig und einer Vertretungsprofessur an der Universität Hannover ist Wetzels seit 2002 Professor für Kriminologie, Jugendstrafrecht und Strafvollzugsrecht an der Universität Hamburg.
Er war Mitglied der Gremien zur Erstellung des Ersten und Zweiten Periodischen Sicherheitsberichtes der Bundesregierung, sitzt im wissenschaftlichen Beirat des Deutschen Forums Kriminalprävention und ist Schriftleiter der Zeitschrift Praxis der Rechtspsychologie